# El Poblenou
El Poblennou este un cartier din districtul 10, Sant Martí, al orașului Barcelona.

## Istoric
În timpul Revoluției Industriale a secolului al XIX-lea, Poblenou a fost epicentrul industriei catalane și iberice, câștigându-și renumele de „Manchesterul Catalan”. În jurul grupului larg de fabrici se aflau, în cea mai mare parte, zone rezidențiale pentru clasa muncitoare. Când a trecut industria industrială, cartierul a fost abandonat și, după o perioadă de degradare, a suferit o transformare dramatică. Jocurile Olimpice din 1992 au fost declanșatorul principal al acestei transformări masive a lui El Poblenou. Multe dintre zonele care au fost dezvoltate - inclusiv Vila Olímpica, zona Diagonal Mar și zona Fòrum - reprezintă, fără îndoială, cartiere de sine stătătoare. Finalizarea planului său originar, neterminat, Avinguda Diagonal se întinde acum de la Plaça de les Glòries la mare. Planul masiv de 22 de ani transformă Poblenou în cartierul tehnologic și de inovare al orașului, precum și pe creșterea spațiilor de agrement și rezidențiale.
Alături de noile clădiri construite, de lux, Vila Olímpica și Diagonal Mar, mulți artiști și tineri profesioniști au transformat fostele fabrici și depozite în mansarde, galerii și magazine. S-au deschis școli și studiouri Art & Design, făcând zona cunoscută pentru perspectivele sale creative.
Unele clădiri industriale vechi sunt acum declarate monumente istorice și sunt protejate. Acesta este cazul fabricii Factory Hispania SA, construită de comerciantul cubanez-german Emilio Heydrich și arhitectul Josep Graner în 1923, sau fabrica de produse chimice "Valls, Teixidor i Jordana". 
Rambla de Poblenou cu frunze, care se întinde de la Avinguda Diagonal până la plajă, este strada principală comercială.

## Viața în El Poblenou
El Poblenou se află între marile plaje din Barcelona și centrul orașului, care permit rezidenților săi pe de o parte o viață plăcută pe plajă și, pe de altă parte, apropierea de o mare varietate de centre comerciale, baruri și restaurante. Prețurile apartamentelor din zonă au crescut dramatic, deși este încă un loc accesibil.